# Jean-Jacques Quisquater

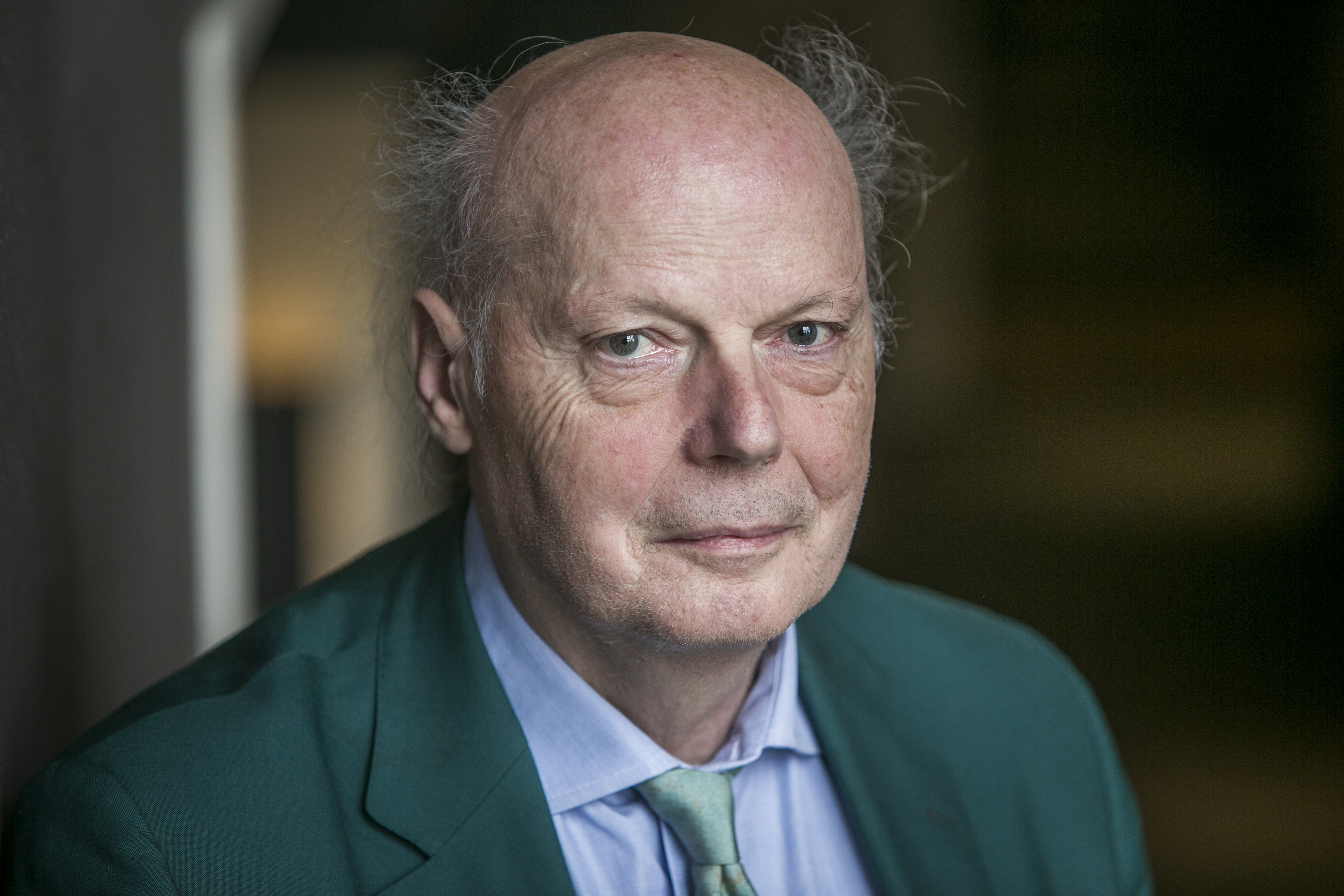
Jean-Jacques Quisquater

Jean-Jacques Quisquater (Ukkel, 1945) is een Belgische ingenieur en uitvinder van het Guillou-Quisquater-identificatieschema.
Alvorens hij doceerde, werkte hij bij Philips, waar hij vooral geïnteresseerd was in de hardware-implementatie, zoals in een PLD (programmable logic device)

## Biografie
Hij haalde in 1970 zijn diploma burgerlijk ingenieur in de toegepaste wiskunde en eindigde zijn doctoraat in informatica in 1987.
Hij werkte bij Philips van 1970 tot 1991, waar hij een team leidde dat smartcards ontwikkelde,
waaronder de smartcard met DES (ingebouwde geheime sleutel).
Momenteel is hij professor aan de universiteit van Louvain-la-Neuve waar hij cryptografie en multimediabeveiliging doceert.
Daarnaast is hij gastprofessor aan de universiteiten van Parijs, Lille, MIT, Bordeaux, Namen, Limoges en Toulouse.
Hij is getrouwd en heeft twee kinderen, van wie er één onderzoeker en docent is aan de Universiteit van Versailles-Saint-Quentin-en-Yvelines.

## Erkenning
Hij heeft 20 patenten op smartcards en publiceerde meer dan 200 artikels over cryptografie.
Hij is met Louis Guillou mede-uitvinder van het GQ-protocol, gebruikt in 100 miljoen computers over de gehele wereld onder de licentie van Novell (NDS, netware).
Hij is directeur van het IACR (International Association for Cryptology Research) en was lid van meerdere comités zoals CARDIS en ESORICS.
Hij ontving een eredoctoraat aan de Universiteit van Limoges, de Montefioreprijs, de Kristian Beckmanprijs, het IACR-fellowship en de Francqui-Leerstoel